# Revista de Antropofagia
Revista de Antropofagia war eine brasilianische Literaturzeitschrift und Sprachrohr des Movimento antropofágico.
Der Name geht auf das Manifesto Antropofágico von Oswald de Andrade zurück.
Sie erschien in zwei Perioden (als erste und zweite dentição, „Zahnung“ bezeichnet). Die erste Folge umfasste 10 Ausgaben von Mai 1928 bis Februar 1929. Sie wurde von einer eigenständigen redaktionellen Einheit verlegt und von den Protagonisten des Modernismo Brasileiro (lyrischer Surrealismus) als Forum genutzt. Zu den Autoren gehörten: Plínio Salgado, Mário de Andrade, Jorge de Lima, Carlos Drummond de Andrade, Manuel Bandeira, Menotti Del Picchia, Murilo Mendes, Augusto Meyer sowie Pedro Nava.
Die Offenheit der ersten „Zahnungsperiode“ zeigen kontrastierende Beiträge von Oswald de Andrade und Mário de Andrade, welche den Regeln der klassischen Lyrik folgen. Pointiert wird behauptet, das zentrale Thema der primeira dentição sei der Magen.
15 Ausgaben vom 17. März 1929 bis 1. August 1929 erschienen als Literaturbeilage von Diários Associados, welche damals als Diário de São Paulo in der Redaktion von Benedito Geraldo Ferraz Gonçalves im Verlag von Assis Chateaubriand erschienen. In der segunda dentição wurde der Anspruch auf Kritik an der Gesellschaft proklamiert.